# Bitnet Relay
Bitnet Relay war das offizielle Chatsystem des BITNET/EARN. Es handelte sich um eine Technologie, welche später das Internet Relay Chat inspiriert hat. Es gab Relay Server in jedem Land, welches am BITNET angeschlossen war, und sie waren sternförmig zusammengeschlossen, damit Teilnehmer der ganzen Welt sich in gemeinsamen Channels treffen konnten. Eine einfache Form des Multicastings, wie es IRC dann nachempfunden hat.
Teilnehmen konnte man am Bitnet Relay auch ohne Client-Software, da die Systemfunktion MSG des BITNET, eine Art Instant-Message-Schnittstelle, fest im Funktionsumfang dieser Netzwerktechnologie, ausreichte, um mit Anwendern auf allen am BITNET angeschlossenen Hosts chatten zu können. Noch besser war es, wenn man dennoch eine komfortable Chat Software zur Hand hatte, wie das populäre CHAT MODULE.
Der Nachteil von Bitnet Relay war, dass es von den universitären Obrigkeiten als offizielles Chatsystem durchgesetzt wurde. Der Betrieb anderer Chatserver, etwa, um sich seiner Privatsphäre sicher zu sein, war verboten. Auch wurden alternative Systeme wie das Galaxy Network oder die VM/Shell, ein frühes Peer-to-Peer Chatsystem für IBM Mainframes, Vorfahre des heutigen PSYC, unter dem Druck der universitären Obrigkeiten gesperrt und eingestellt.